# Kyōtango
Kyōtango (jap. 京丹後市, -shi) ist eine japanische Stadt im Norden der Präfektur Kyōto.

## Geographie
Kyōtango liegt nordwestlich von Kyōto und östlich von Tottori am Japanischen Meer.

## Geschichte
Die Stadt Kyōtango wurde am 1. April 2004 aus den ehemaligen Chō Amino (網野町, -chō), Kumihama (久美浜町, -chō), Mineyama (峰山町, -chō), Ōmiya (大宮町, -chō), Tango (丹後町, -chō) und Yasaka (弥栄町, -chō) gegründet. Kyōtango landete bei den Namensvorschlägen auf dem 3. Platz nach Tango und Hokutan.

## Verkehr
- Straße:
  - Nationalstraßen 178, 312, 482
- Zug:
  - Kitakinki Tango Tetsudō Miyazu-Linie, nach Maizuru oder Toyooka

## Weblinks

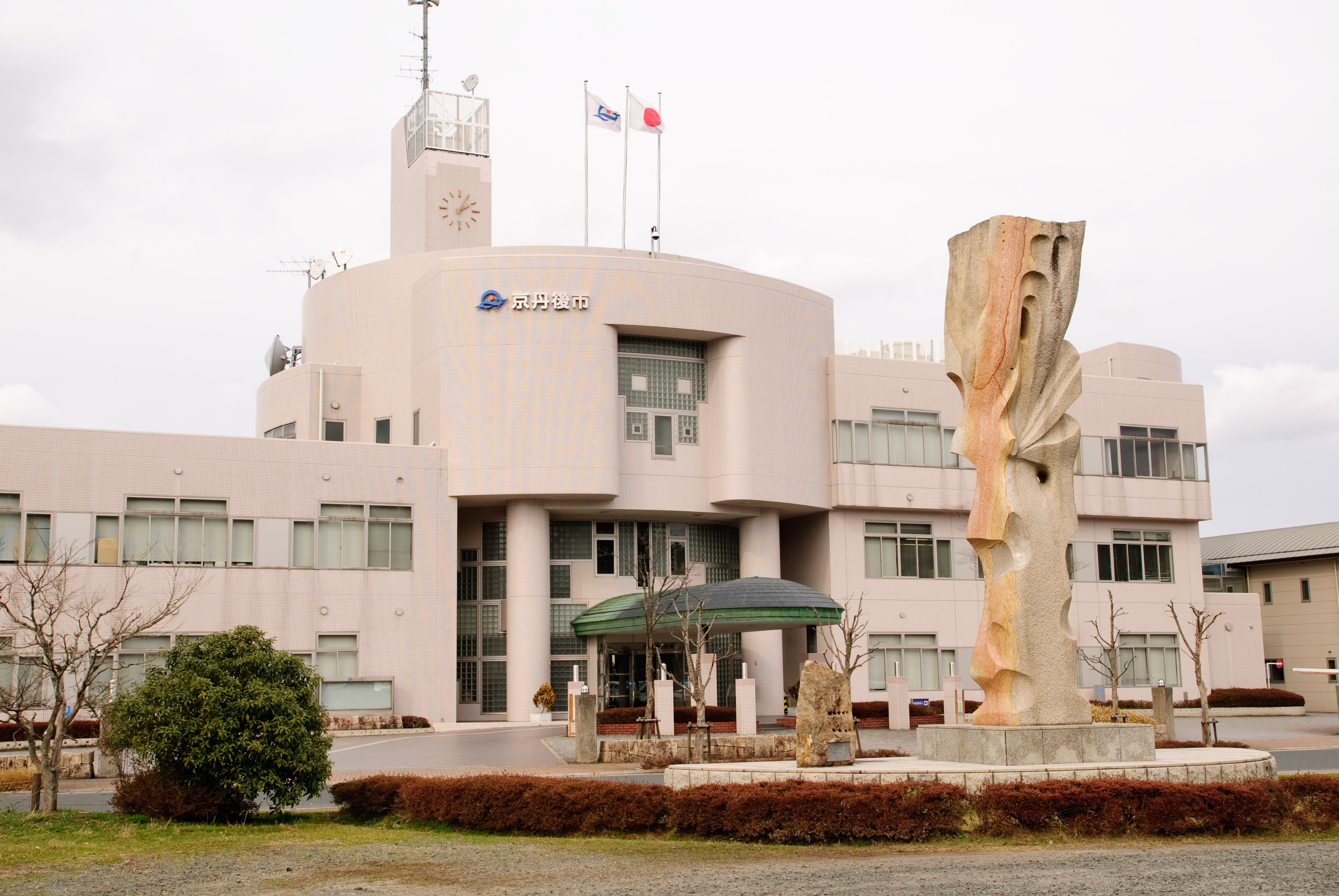
Rathaus von Kyōtango

## Angrenzende Städte und Gemeinden
- Präfektur Kyōto
  - Miyazu
  - Yosano
  - Ine
- Präfektur Hyōgo
  - Toyooka